# William Regal
Darren Kenneth Matthews (* 10. Mai 1968 in Codsall Wood, Staffordshire, England) ist ein ehemaliger britischer Wrestler, der meist unter dem Namen William Regal auftrat. Sein größter Erfolg ist der zweifache Erhalt der WWE Intercontinental Championship, zudem wurde er vier Mal Tag Team Champion. Nach seiner aktiven Karriere verkörperte er acht Jahre die Rolle des General Managers von WWE NXT und arbeitete hinter den Kulissen im Nachwuchsbereich. 2022 trat er neun Monate bei All Elite Wrestling in der Rolle eines Managers auf.

## Biografie

### Anfänge in den USA und World Championship Wrestling (1992–1998)
Er bestritt ab 1992 Wrestling-Matches in den USA, nachdem er bereits seit seinem 15. Lebensjahr erste Wrestling-Erfahrungen in seinem Heimatland gemacht hatte.
Zunächst trat Matthews als Face unter dem Namen Steve Regal, den er von „Mr Electricity“ Steve Regal, der in den 1980er Jahren ein recht erfolgreicher Leichtgewichtswrestler gewesen war, entliehen hatte, bei World Championship Wrestling (WCW) auf. Kurze Zeit später turnte er allerdings zum Heel, trug fortan das Gimmick des blaublütigen Briten und nannte sich Lord Steven Regal. In der WCW errang er insgesamt viermal den World Television Title und bildete außerdem mit Bobby Eaton (später Earl Robert Eaton) bzw. Squire David Taylor Tag Teams, konnte hierbei jedoch zunächst nicht an seine Erfolge als Einzelwrestler anknüpfen.
Am 9. Februar 1998 fand bei WCW Monday Nitro das Match Steven Regal vs. Bill Goldberg statt. Es war die Phase, in der Goldberg in jeder Show einen Wrestler in Sekundenschnelle besiegte. Genau das gleiche Schicksal sollte Matthews an dem Abend erleiden. Die beiden waren bereits bei einem WCW Saturday Night Match aufeinandergetroffen. Matthews hatte Goldberg mehr abverlangt als andere Gegner, daher durften die Fans auf das Rematch gespannt sein. In dem Match führte er Goldberg mit seinen wrestlerischen Fähigkeiten vor, was er später damit begründete, Goldberg habe sich nicht mehr an die Choreographie erinnern können. Dies führte dazu, dass das Image Goldbergs als unbesiegbarer Superwrestler Schaden nahm und Matthews gefeuert wurde.

### World Wrestling Federation und Rückkehr zur WCW (1998–2000)
In der WWE (bzw. damals noch WWF) debütierte er dann im Oktober 1998 mit dem Gimmick „Real Man's Man“, einem Naturburschen, der sein Holz noch selbst hackt und seine Orangen selbst zu Saft presst. Diese Rolle kam allerdings beim Publikum wenig an, so dass er, nach einer Verletzungspause, die WWF bald wieder verlassen musste.
Nach einer kurzzeitigen Rückkehr zur WCW, die damals allerdings schon in Auflösung begriffen war, wurde er ab September 2000 wieder in der WWE unter Vertrag genommen. Dieses Mal knüpfte man bei seiner Rolle an sein altes, erfolgreiches Heel-Gimmick aus der WCW an und ließ ihn unter dem Namen William Regal als britischen Snob auftreten. In dieser Zeit gewann er auch den inzwischen eingestellten WWE European Champion Title. Außerdem trat er vor der Kamera als „Commissioner“ auf, eine Art General Manager der WWE.

### Rückkehr zur WWF/E (2000–2022)
In der Zeit, als die WWE ihre beiden Konkurrenzligen WCW und ECW (Extreme Championship Wrestling) übernahm, wandte er sich gegen seine Liga und trat der WCW Alliance bei, einer Gruppe von Wrestlern, die – laut Storyline – gegen die Übernahme ihrer Liga durch die WWE protestierte. Linda McMahon, die Frau des WWE-Bosses Vince McMahon, feuerte ihn daraufhin als Commissioner, worauf er von Shane McMahon (Vince McMahons Sohn) zum Commissioner ebendieser WCW Alliance berufen wurde. Die „WWE-vs.-WCW-Alliance“-Storyline fand ihr Ende bei der Survivor Series 2001, wo Matthews, nachdem sein Team dem WWE-Team unterlegen war, schließlich vor laufender Kamera Vince McMahons Hintern küssen musste. Einer erneuten Verletzungspause folgte im Jahre 2002 der Gewinn des WWE Intercontinental Titles sowie des inzwischen ausrangierten WWE Hardcore Titles. Nachdem die Übernahme der beiden Hauptkonkurrenten abgeschlossen war, wurde die WWE in zwei Roster aufgeteilt und Matthews wurde zunächst der Sendung „RAW“ zugeordnet. Er trat weiterhin als Heel auf und bildete zusammen mit Lance Storm, Christian und Test (alle drei sind Kanadier) das Stable „The Un-Americans“. Das Stable brach allerdings kurze Zeit später wieder auseinander. Matthews gewann zwar noch einmal die WWE Tag Team Championship (zusammen mit Lance Storm), musste diesen aber wegen erneuter gesundheitlicher Probleme (dieses Mal war das Herz betroffen) aufgeben.

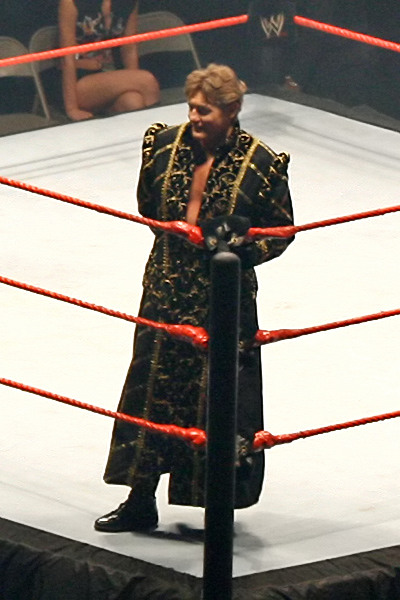
Regal trägt seine traditionelle Robe bei seinem Entrance, 2007

Bei seiner Rückkehr wurde ihm in einer neuen Storyline die Obhut über den Wrestler Eugene übergeben, der einen minderbemittelten Neffen des damaligen General Managers von Raw, Eric Bischoff spielte. Matthews und Eugene wurden dabei Freunde, traten als Tag Team auf und Matthews hatte einen kurzzeitigen Face-Turn. Im November 2004 eroberten die beiden die Tag-Team-Titel von La Résistance. Da Eugene sich in einem Match bei New Year's Revolution verletzte, trat Matthews in der Folgezeit mit Jonathan Coachman (eigentlich Kommentator bei Raw) sowie Tajiri, einem japanischen, ehemaligen ECW-Wrestler in Tag Team Matches auf. Kurz vor der ECW-Revivalshow ECW One Night Stand kündigte Matthews an, dass er sich einer Gruppe von ECW-Gegnern unter Führung von Eric Bischoff anschließen werde und bei One Night Stand gegen die ECW protestieren werde. Von seinem Freund und Partner Tajiri forderte er eine Entscheidung, für ihn oder für die ECW. Tajiri entschied sich für seine alte Liga und gegen Matthews. Im Juni 2005 wechselte Matthews zum SmackDown!-Roster. Einer Fehde mit den Mexicools (Psichosis, Super Crazy und Juventud) zusammen mit seinem neuen Tag-Team-Partner Scotty 2 Hotty folgte ein erneuter Heel-Turn, als er sich in einem Match gegen die Mexicools weigerte, mit seinem Partner zu wechseln und diabolisch lächelnd zuschaute, wie die Gegner Scotty besiegten. Schließlich wurde ein Match zwischen Matthews und Scotty 2 Hotty ausgetragen, in das jedoch Paul Burchill, auch ein britischer Wrestler, eingriff und so Matthews zum Sieg verhalf. Burchill und Matthews traten seitdem als Team an. Allerdings lösten sie das Team am 9. Februar auf, weil Paul Burchill einen Gimmickwechsel zu einem Piraten vollzog (weil Regal ihm vorwarf, seine Vorfahren seien Piraten gewesen) und sich Matthews beschwerte und meinte, dass er nicht mit einem Piraten im Team antreten könne.
Nachdem Booker T zum King of the Ring wurde, war Matthews zusammen mit Finlay in dessen Hofstaat. Doch bei No Mercy 2006 endete die Zusammenarbeit, indem Matthews King Booker mit einem linken Haken zu Boden schlug. Danach arbeitete er mit dem Briten Dave Taylor zusammen und die beiden versuchten mehrmals erfolglos, die Tag-Team-Titel zu gewinnen. Am 17. Juni 2007 wurde er im WWE Draft-Lottery von Smackdown zu RAW gedraftet. Bei RAW am 2. Juli 2007 war Matthews für eine Nacht General Manager und erhielt jenen Posten, nachdem er am 7. August eine Battle Royal gewann, langfristig. Am 31. August 2007 erschien sein Name auf einer Liste von Wrestlern, die Dopingmittel von der Firma Signatur Pharmacy bezogen haben sollen. Matthews wurde daraufhin für 30 Tage suspendiert. Im April 2008 konnte sich Matthews im Finale des King-of-the-Ring-Turniers gegen CM Punk durchsetzen. In der Show von RAW am 19. Mai 2008 musste er ein „Loser Gets Fired-Match“ („Der Verlierer wird entlassen“) gegen Mr. Kennedy verlieren, welches innerhalb der Storyline seine Entlassung bedeutete. Hintergrund war eine Suspendierung Matthews für 60 Tage, da er bereits zum zweiten Mal gegen die Medikamenten- und Drogenverordnung der WWE verstoßen hatte.

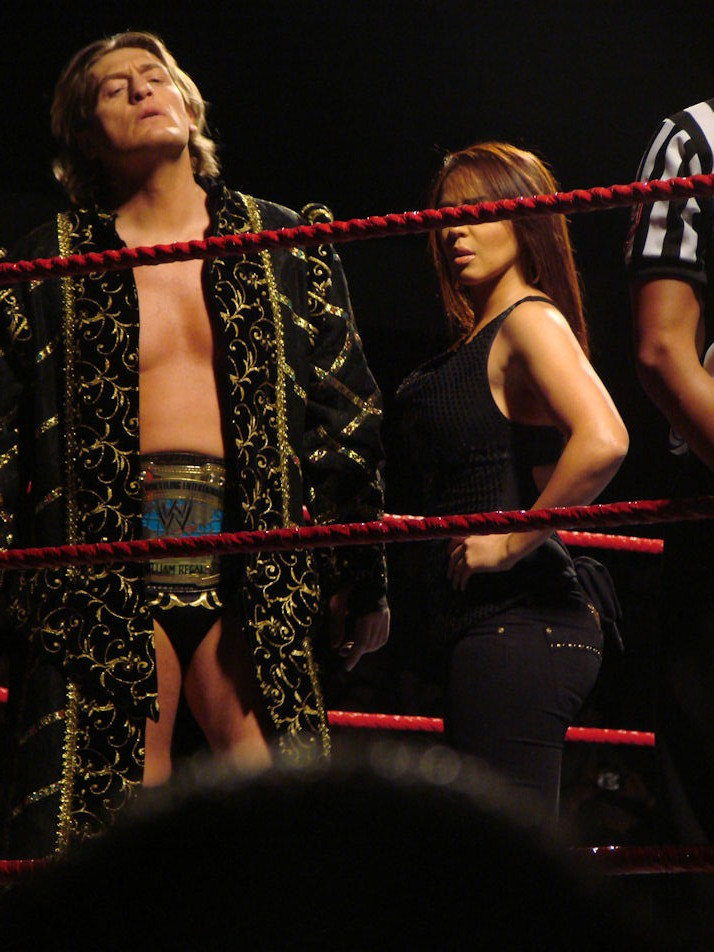
Regal mit Layla als Intercontinental Champion, 2008

Am 28. Juli 2008 kehrte Matthews in einem Match gegen CM Punk zurück. Matthews gewann bei RAW am 10. November die Intercontinental Championship in einem Match gegen Santino Marella. Am 19. Januar 2009 musste er diesen an CM Punk abgeben. Am 29. Juni 2009 wechselte Matthews in den ECW-Kader und wurde in eine Fehde mit dem dortigen Champion Christian gesteckt. Dort bildete er eine Gruppierung namens The Routhless Roundtable, welches aus Matthews, Vladimir Kozlov und Ezekiel Jackson bestand.  Nach der Auflösung von ECW wechselte Matthews erneut zu RAW. Seit der 5. Staffel ist Matthews als Kommentator von WWE NXT tätig. Von Februar 2012 bis Juni 2012 war er ebenfalls Match Koordinator der Show. Als Kommentator war Matthews auch bei Florida Championship Wrestling, der Developmentliga der WWE, zu sehen. Beim WWE Draft vom 26. April 2011 wurde er zu SmackDown gewechselt, trat dort aber nur sporadisch in Backstagesegmenten auf.
Ab Juli 2014 trat er als General Manager bei der WWE Liga NXT auf, die vor allem auf Nachwuchswrestler ausgerichtet ist. Er verkörperte diese Rolle ganze acht Jahre lang und hatte hinter den Kulissen tatsächlich eine leitende Position im Nachwuchsbereich inne. Er brachte es in diesen Jahren zu großer Popularität bei den Fans und genoss Backstage vielfach Ansehen, etwa bei jungen Talenten, die mit Regal arbeiteten. Dennoch wurde er im Zuge der Neuorientierung des Brands am 5. Januar 2022 von der WWE entlassen.

### All Elite Wrestling (2022)
Seine Pause vom Wrestling gestaltete sich kurz. Zwei Monate nach seiner Entlassung durch die WWE gab Matthews als William Regal beim PPV Revolution am 6. März 2022 nach dem Match zwischen Jon Moxley und Bryan Danielson sein AEW-Debüt. Er trat als einstiger Mentor der beiden Wrestler auf und schlichtete den Konflinkt zwischen Moxley und Danielson. Sie bildeten daraufhin das Stable Blackpool Combat Club unter dem Management von Regal. Zudem fungiert er gelegentlich als Co-Kommentator in den Shows. Auch Claudio Castagnoli und Wheeler Yuta schlossen sich dem Blackpool Combat Club an. Bei Full Gear am 19. November 2022 hinterging Regal Jon Moxley in dessen AEW World Championship Titelverteidigung gegen Maxwell Jacob Friedman (MJF) und turnte Heel. Regal warf MJF während des Matches einen Schlagring zu und Moxley verlor seinen Titel. Im Vorfeld gab es eine Story zwischen Regal und MJF um ein Jahre zurückligendes Casting der WWE, das tatsächlich statt gefunden hatte. Der damals jugendliche MJF wurde beim Casting von Regal, der als Scout bei WWE tätig war, zurückgewiesen. Nur knapp zwei Wochen nach Full Gear wurde Regal von MJF attackiert. MJF hatte Regal laut Storyline ausgenutzt, um an den Titel zu kommen. MJF nahm so späte Rache für seine Zurückweisung durch Regal bei dem WWE Casting.  Am 4. Dezember 2022 wurde bekannt, dass Regal nicht mehr bei AEW unter Vertrag steht. Regal erklärte den Verrat an Moxley und seinen Weggang damit, dass dies seine finale Lektion an den Blackpool Combat Club gewesen sei, und dass sie ihn nun nicht mehr brauchen würden.

### Privatleben
Darren Matthews veröffentlichte im Juli 2005 seine Autobiographie Walking a Golden Mile (mit Neil Chandler, ISBN 0-7434-7634-4). Matthews konnte erfolgreich seine langjährige Alkohol- und Medikamentensucht beenden. Er hat den Namen seiner Frau und eine Rose auf seinem linken Unterarm tätowiert, auf seinem linken Bein hat er „Made in England“ als Tattoo. Matthews lebt mit seiner Frau Christina und den drei gemeinsamen Kindern Daniel, Dane und Bailey in Atlanta, Georgia.

## Titel und Auszeichnungen

### Titel
- Memphis Championship Wrestling
  - 1× MCW Southern Heavyweight Champion

- World Championship Wrestling
  - 4× WCW World Television Champion

- World Wrestling Federation/Entertainment
  - 2× WWE Intercontinental Champion
  - 4× WWE European Champion
  - 4× World Tag Team Champion jeweils 1× mit Tajiri und Eugene und 2× mit Lance Storm
  - 3× WWF Hardcore Champion

### Auszeichnungen
- 2008: King of the Ring